# Mexicos fodboldforbund
Det Mexicanske Fodboldforbund (spansk: Federación Mexicana de Fútbol Asociación, FMF, Femexfut) er fodboldforbundet i Mexico, med hovedkvarter i landets hovedstad Mexico City. Det er en del af det nordamerikanske fodboldforbund CONCACAF. Forbundet står for de mexicanske fodboldlandshold (blandt andet A-landsholdet), samt de fire professionelle fodboldrækker i Mexico, Primera División de México, Liga de Ascenso, Segunda División de México, Tercera División de México, samt den bedste kvindelige række Super Liga.
| Fodbold | Spire Denne artikel om en fodboldorganisation er en spire som bør udbygges. Du er velkommen til at hjælpe Wikipedia ved at udvide den. |

19°25′04″N 99°10′12″V / 19.41779°N 99.169887°V